# Pyramide de Mai
La pyramide de Mai (en esp. Pirámide de Mayo, en réalité un obélisque) se dresse au centre de la place de Mai à Buenos Aires et est le premier monument patriotique ― c'est-à-dire commémorant l’indépendance ― dont se dota la capitale argentine. Son histoire débute en mars 1811, lorsque la Grande Junte décida de faire construire un monument sur le côté ouest de la place, pour célébrer le premier anniversaire de la révolution de Mai de 1810, événement qui enclencha le processus d’indépendance.
En 1856, sous la direction de l’artiste Prilidiano Pueyrredón, cette première version du monument fut remplacée par une nouvelle, construite sur les fondations de l’ancienne ; c’est cette nouvelle pyramide que l’on peut observer sur la place de Mai actuellement.
En 1912, après lui avoir fait subir quelques modifications, on la déplaça vers son emplacement actuel, 63 m plus à l’est du lieu où elle se trouvait à l’origine, dans l’intention (non réalisée) d’ériger autour d’elle un énorme monument qui l’eût contenue dans son intérieur.
La statue de la Liberté, œuvre du sculpteur français Joseph Dubourdieu, couronne le monument et servit de modèle à la représentation allégorique de la république argentine. Telle quelle, la Pyramide mesure, depuis le sol jusqu’au bonnet phrygien coiffant ladite statue, 18,76 m.

« Buenos Aires possède son monument fondamental unique, éponyme : la pyramide de Mai. Site et symbole ombilical de la liberté (...) ; pour qui regarde de la rue, c’est une norme, un ferment et un point de départ ; pour qui la contemple des balcons du palais du gouvernement, un indice ou un reproche. (...) On ne la peut décrire, et il n’y a pas lieu que le touriste la comprenne ; on la chérit, on la sent. De même, nous n’allons presque jamais la visiter, mais il nous est indispensable de savoir qu’elle se tient là. C’est elle la véritable capitale de la Nation. »

— Florencio Escardó, 1945.

## Histoire

### Inauguration
En mars 1811, le gouvernement de la Grande Junte disposa que le premier anniversaire de la révolution de Mai fût célébré le 25 mai de cette même année, et sollicita le cabildo d’en définir les modalités les plus appropriées. Le 5 avril 1811, le cabildo approuva le programme des festivités, lequel incluait d’ériger une transitoire colonne du 25-Mai. Il ne subsiste aucun document qui permettrait de savoir pourquoi l’on choisit la forme d’un obélisque pour le monument ; il est certain qu’en dépit de cette forme le monument a toujours été désigné par le terme de pyramide.
À cette époque s’étirait encore, au milieu de l’actuelle place de Mai, la Recova de Buenos Aires, sorte de marché couvert tout en longueur et en arcades, achevé de construire en 1804, laquelle divisait la place de Mai en deux places distinctes juxtaposées : celle sise en face de l’actuelle Casa Rosada, construite à l’emplacement de l’ancien fort (en esp. fuerte), qui se nommait Plazoleta del Fuerte, et celle sise devant le cabildo, appelée Plaza de la Victoria, dont le centre fut choisi pour recevoir la pyramide.

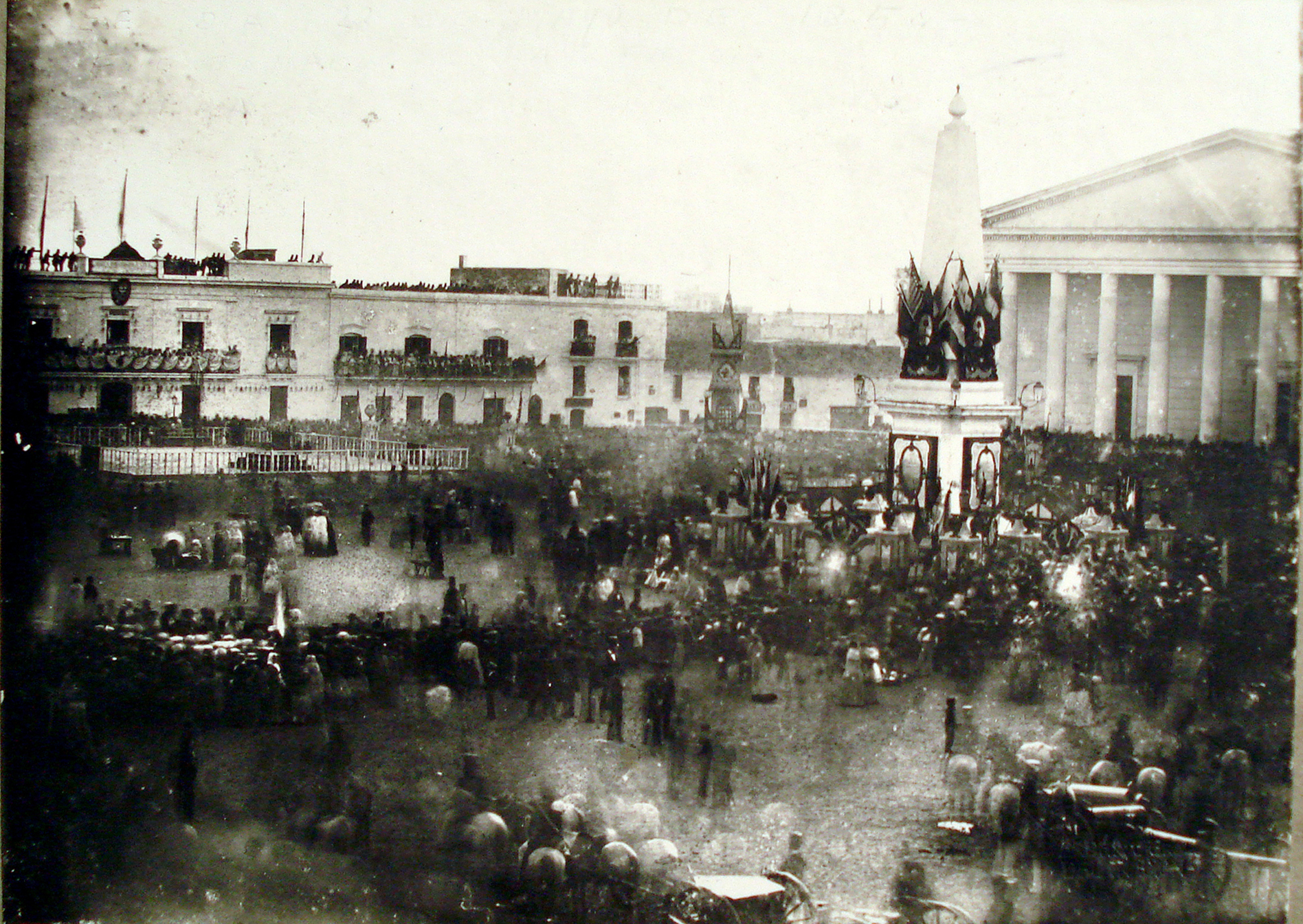
Photographie montrant la prestation de serment à la nouvelle constitution de Buenos Aires sur la place de Mai en 1854. Daguerréotype attribué à Charles Fredricks. La pyramide y est visible telle qu’elle se présentait avant son remaniement de 1856.

La construction du monument fut confiée à Francisco Cañete, maître d’œuvre, qui fut assisté de Juan Gaspar Hernández, professeur de sculpture de Valladolid, et sur indication de qui l’obélisque fut érigé en matériaux solides, e.a. 500 briques, au lieu du bois initialement prévu,.
Le 6 avril de la même année, l’on posa les fondations, pendant que de petits orchestres créaient une ambiance festive.
Le 25 mai 1811, l’œuvre fut inaugurée, nonobstant que Cañete n’eût pas réussi à l’achever dans les délais prescrits et que la pyramide ne le serait que plusieurs jours plus tard. L’on fixa au pied du monument les bannières des régiments de Patriciens, d’Arribeños, de Pardos y Morenos (noirs et métis), d’Artillerie, de Hussards et de Grenadiers de la garnison de Buenos Aires. En même temps que la pyramide, la Cathédrale fut illuminée à profusion, et la Recova brillait de ses 1141 bougies. Les festivités, qui incluaient des danses, des tirages au sort et des affranchissements d’esclaves, se prolongèrent pendant quatre jours.
Le jour de l’inauguration, María Guadalupe Cuenca, l’épouse de Mariano Moreno, ignorante encore de ce que celui-ci était décédé d’une intoxication accidentelle le 4 mars en haute mer, écrivit une lettre à son mari, dans laquelle elle l’entretenait sur la journée de l’inauguration : « On est dans une grande cérémonie d’action de grâces pour l’installation de la Junte ; Chorroarín prononce un prêche, on a fait des arcs de triomphe, une Pyramide au milieu de la place, bien qu’on ait pas pu la terminer ». Auparavant déjà, le 20 avril, dans une autre lettre, elle lui communiquait « qu’on dressait une pyramide sur la place principale... », cette lettre étant du reste la première évocation de ce monument faite par un particulier. Pour sa part, le chroniqueur portègne Juan Manuel Beruti écrivit à propos de la fête d’inauguration : « À cette même occasion a été construite la grande pyramide qui décore la plaza Mayor de cette capitale et rappelle à la postérité les triomphes de cette ville, et dont les fondations ont commencé à être posées le 6 avril dernier ; mais, quoiqu’elle ne soit pas encore dotée des hiéroglyphes, grillages et ornements qu’il est prévu qu’elle ait, à cause du peu de temps dont on disposait, néanmoins on lui a apposé sur les quatre faces, provisoirement, un dizain en vers, faisant allusion aux œuvres et aux victoires réalisées par les valeureuses troupes de cette immortelle cité... »,
Si les plans dessinés par Cañete n’ont pas pu être retrouvés, des études effectuées ultérieurement ont conclu qu’il s’agissait d’une pyramide creuse, le manque de temps n’ayant pas permis en effet de la construire en maçonnerie compacte. Elle était faite de briques d’adobe et avait une hauteur de 13 mètres environ (montée sur son socle, elle atteignait environ 15 m); elle s’élevait sur un soubassement à deux gradins surmonté d’un piédestal simple à quatre angles rentrants et corniche régnant sur l’ensemble. Une sphère décorative couronnait le tout. Elle était entourée d’une grille soutenue par douze piliers se terminant chacun par une poire ronde. Aux quatre angles du grillage furent placés en 1812 un même nombre de poteaux, desquels pendaient des lampadaires alimentés par de la graisse de cheval.
Les jours de fêtes patriotiques, il était de coutume d’orner profusément le monument de rubans, fanions, lampions et d’écriteaux se référant à la révolution de Mai.
En 1826, le président Bernardino Rivadavia projeta d’ériger un monument aux grands hommes de la révolution de Mai, « se substituant  à celui existant aujourd’hui », qui eût consisté en une magnifique fontaine de bronze et eût porté l’inscription : « La République argentine, aux auteurs de la révolution lors du mémorable 25 mai 1810 ». L’on débattait alors de l’opportunité de faire enlever la pyramide de Mai. Quoi qu’il en soit, par suite de la démission de Rivadavia en 1827, le projet n’aboutit pas, nonobstant que le Congrès eût déjà adopté la loi concernée.
En 1834, la pyramide se trouvait en ruines, décrépie et rabougrie, et son grillage de clôture tordu et rouillé. Le gouvernement provincial engagea le maçon Juan Sidders et le ferronnier Robert M. Gaw pour une réfection. Le travail fut achevé et livré en janvier de l’année suivante, deux mois après l’accession de Juan Manuel de Rosas au poste de
gouverneur. En 1852, les frères Jaunet, utilisant un petit gazomètre, illuminèrent l’obélisque à l’aide de lampes à gaz, ce qui ne laissa pas d’étonner le public, qui n’avait jusque-là connu que les falots alimentés de graisse de cheval.
En 1854, à l’occasion de la prestation de serment à la constitution de l’État de Buenos Aires le 23 mai, quatre autres pyramides, de style gothique, pourvues d’inscriptions et abondamment ornées de décorations florales, furent posées aux quatre angles du monument.

### La nouvelle Pyramide

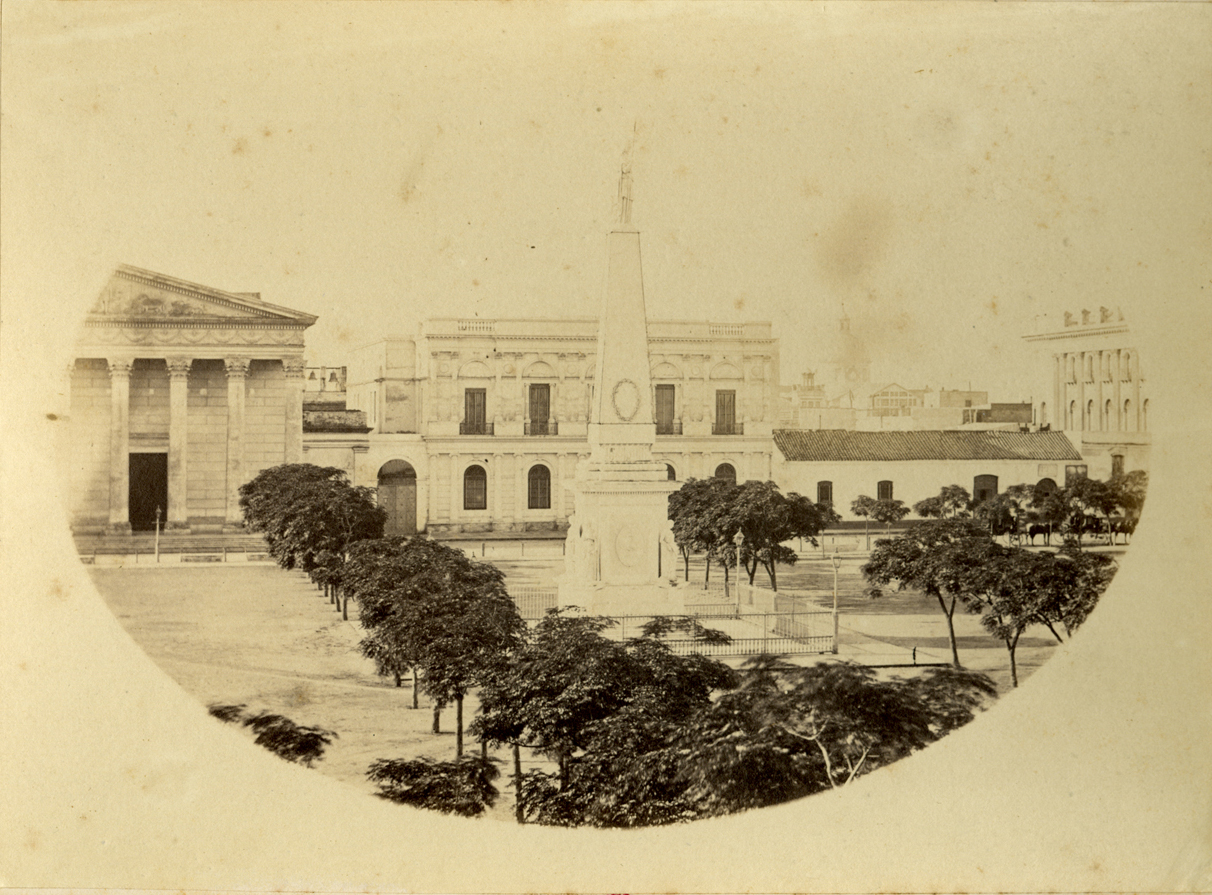
La nouvelle pyramide faisant face à la cathédrale et à l’archevêché de Buenos Aires. Photographie d’Étienne Gonnet (1864).

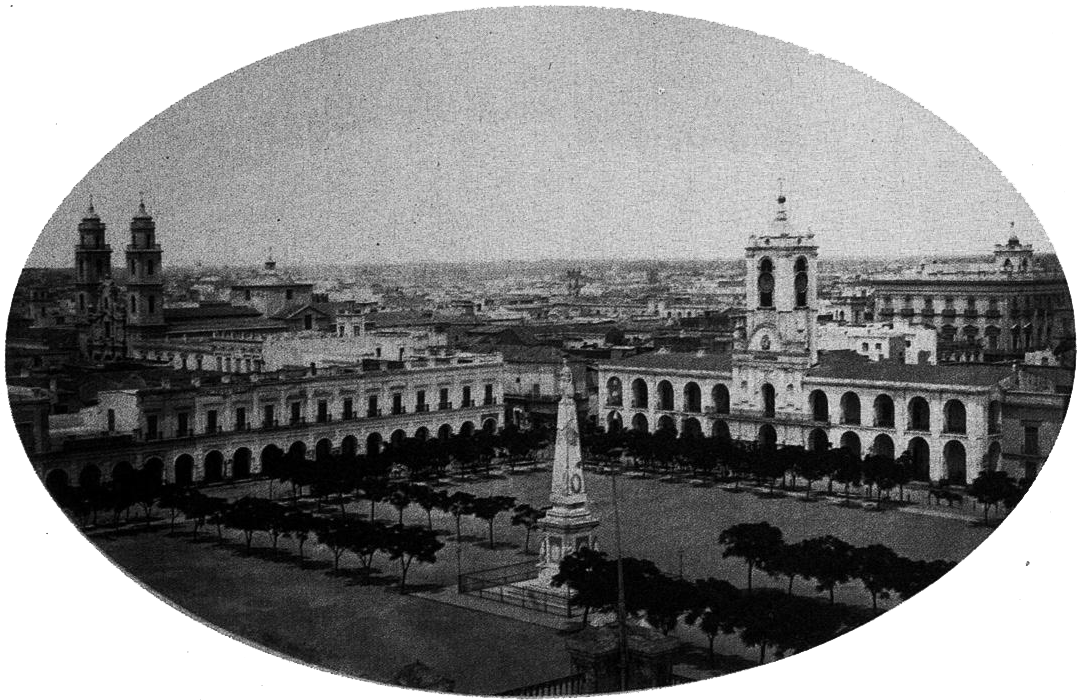
La pyramide au milieu de la place de la Victoire, en face du cabildo et de la nouvelle Recova (1867).

En 1856, le monument se trouva de nouveau fort délabré. Le 3 avril de cette année, un nouvel exécutif municipal fut investi à Buenos Aires, et la réparation du monument sera l’une de ses premières mesures. Une commission nommée à cet effet, dont faisait partie Domingo Faustino Sarmiento, Felipe Botet et Isaac Fernández Blanco, confia au peintre et architecte Prilidiano Pueyrredón le soin de le rénover. Celui-ci conçut un projet tendant à le rendre plus artistique et plus grandiose. Cette idée acceptée, l’on édifia la pyramide actuelle, en gardant au-dedans de la nouvelle pyramide une partie de l’originelle, qui fut recouverte de briques et de mortier. L’architecte modifia le piédestal et le sommet d’origine, rendant le monument plus haut et plus large. Il fut orné à son faîte d’une statue de la Liberté coiffée d’un bonnet phrygien, allégorie de la république d’Argentine. Ladite statue, haute de 3,6 m, fut réalisée, en employant un mélange de matériaux, par le sculpteur français Joseph Dubourdieu. Ce même artiste fut chargé également de réaliser les figures symboliques de l’Industrie, du Commerce, des Sciences et des Arts, lesquelles furent disposées aux quatre angles du socle.
Sur les faces de l’obélisque furent apposés : un soleil doré rayonnant tourné vers le levant (c'est-à-dire en direction de l’actuelle Casa Rosada), et, sur les trois autres faces, des hauts-reliefs représentant des couronnes de lauriers. Pueyrredón remania également le piédestal et le chapiteau original en augmentant leur hauteur et leur largeur. Le blason national de l’Argentine fut apposé sur chacun des quatre côtés du socle. L’on installa un nouveau grillage avec à chacun de ses angles un réverbère à gaz. L’ouvrage fut achevé le 27 avril 1856. Le monument fut doté de stuc imitant le marbre pour lui conférer un aspect plus rutilant, opération qui ne fut pas une réussite, à telle enseigne qu’un an seulement plus tard, le stuc dut être renouvelé.
Le 21 octobre 1860, le monument fut témoin de la prestation de serment à la constitution de la Nation argentine par les autorités de la province de Buenos Aires, avec à leur tête Bartolomé Mitre.
Les voyageurs en visite dans la ville exprimèrent des opinions divergentes sur le monument :

« La place de la Victoire, avec sa statue de la Liberté, au haut piédestal, était aux yeux de Seymour la partie la plus jolie de la ville ; Burton en revanche releva, concernant l’obélisque de brique emplâtrée, les rachitiques lilas de Perse, « purs poteaux en août », ainsi que tout l’entour, qui lui paraissait petit, pauvre et laid. »

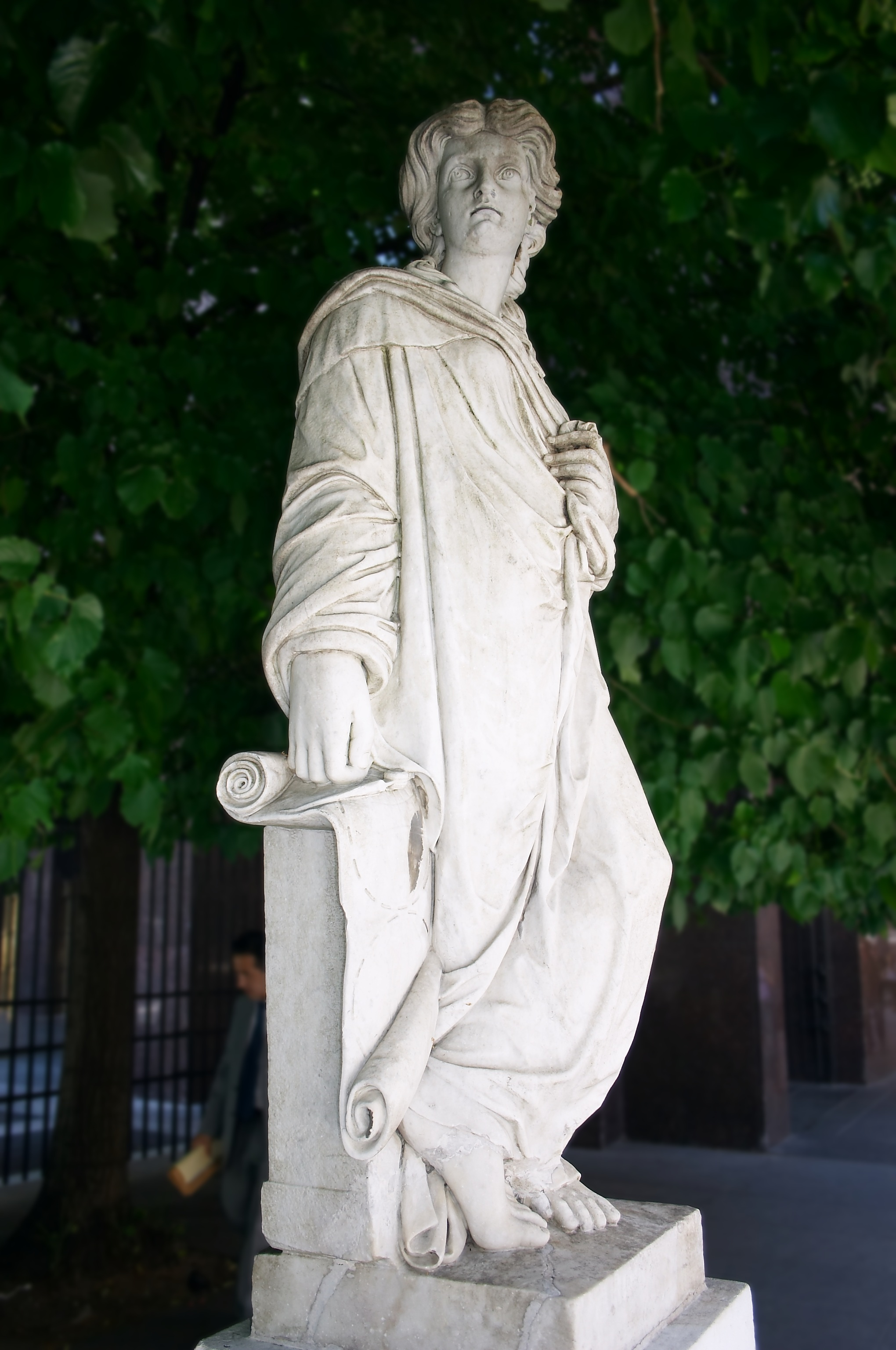
La Géographie.

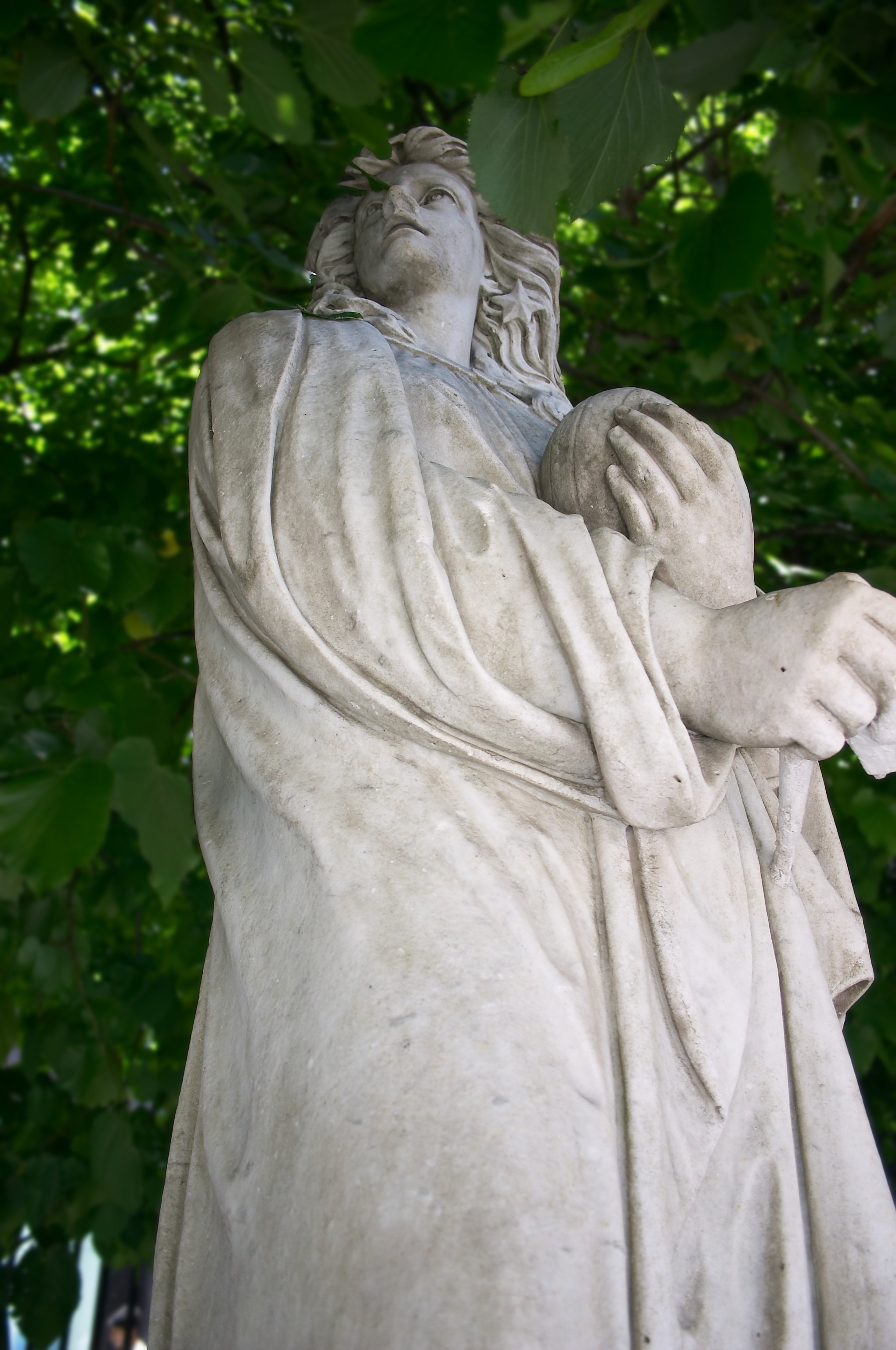
L’Astronomie.

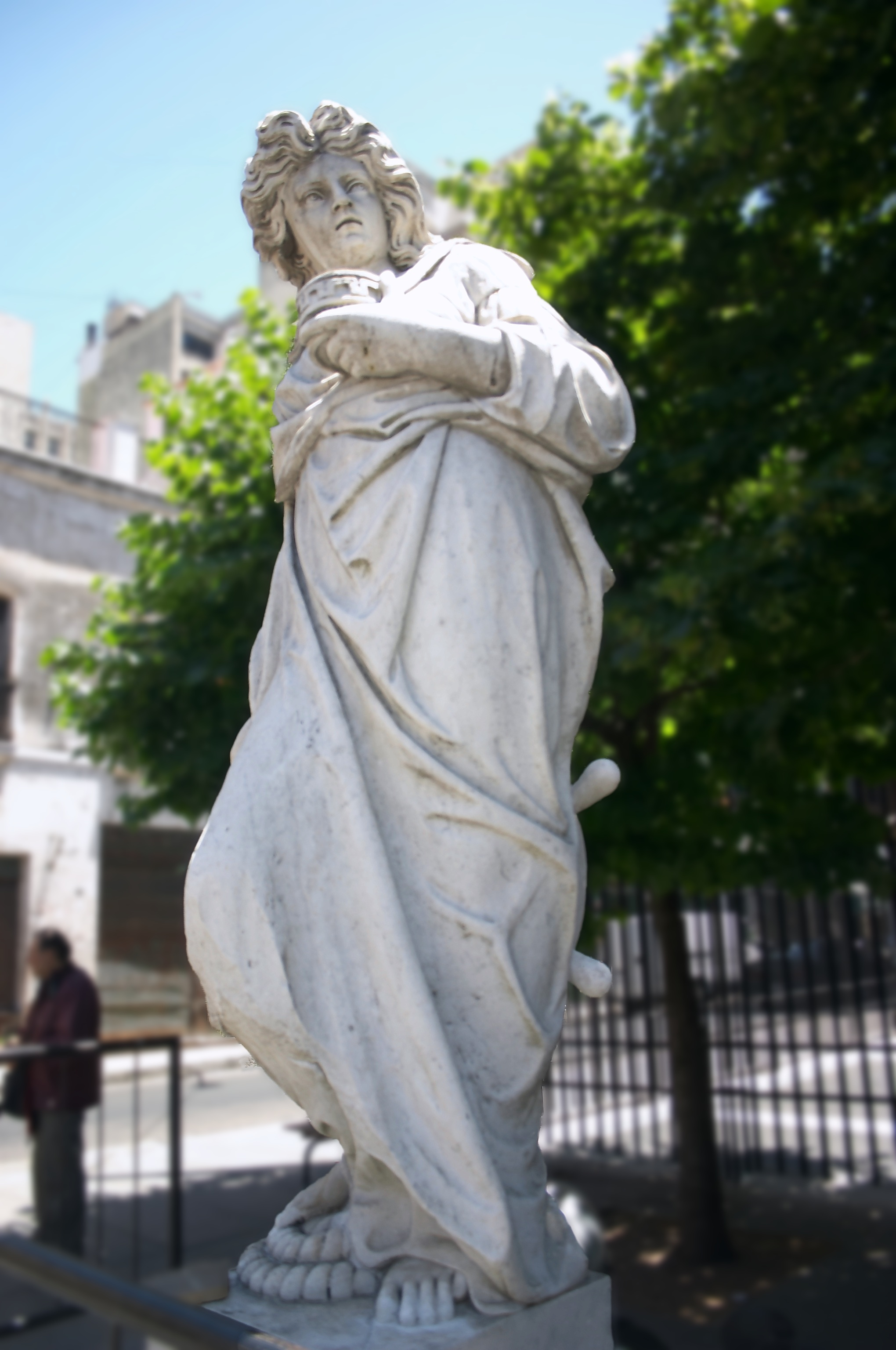
La Navigation.

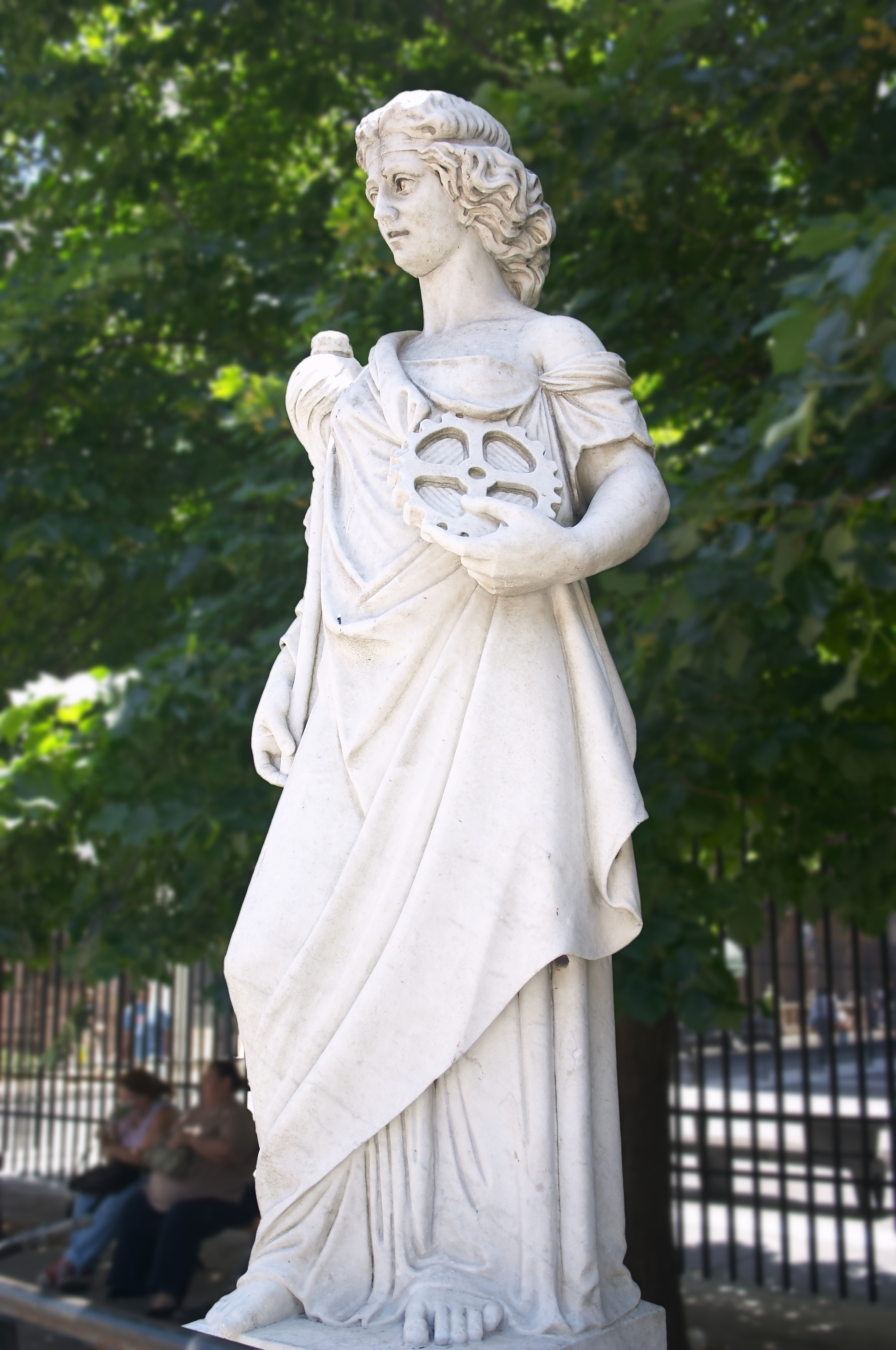
L’Industrie.

En 1859, le revêtement utilisé n’ayant pas fait preuve de la durabilité escomptée, l’on recouvrit sa base de plaques de marbre. En 1873, les statues, faites en terre cuite et stuc, étaient en mauvais état, raison pour laquelle elles furent retirées et remplacées par des sculptures en marbre de Carrare (la Géographie, l’Astronomie, la Navigation et l’Industrie), qui ornaient auparavant le premier étage de la Banco Provincia, rue San Martín. Ces statues y restèrent ensuite jusqu’en 1912, date à laquelle, à l’occasion du déplacement de la pyramide (cf. ci-après), elles furent enlevées et rangées dans le dépôt municipal, pour être enfin, le 6 octobre 1972, disposées sur l’ancienne placette Saint-François (Plazoleta de San Francisco), à l’intersection des rues Defensa et Alsina, à quelque 150 m de l’emplacement actuel de la pyramide, et où elles se trouvent encore.
En 1883, sous l’intendance de Torcuato de Alvear, la Recova fut démolie et, depuis lors, les deux places ― de la Victoire et du Fort ― n’en formèrent plus qu’une seule, l’actuelle place de Mai. L’intendant considérait que la pyramide devait elle aussi être démolie pour faire place à un autre monument, plus grandiose, projet pour l’exécution duquel il sollicita l’autorisation au Comité de délibération de la municipalité. Ce comité s’employa à recueillir l’opinion de plusieurs citoyens distingués : les anciens présidents Bartolomé Mitre, Domingo Faustino Sarmiento et Nicolás Avellaneda ; Vicente F. López ; Andrés Lamas ; Miguel Estévez Seguí, qui fut commissaire de police en chef et président de l’exécutif municipal ; Ángel Justiniano Carranza, Manuel Ricardo Trelles et José Manuel Estrada. Quatre parmi eux, Avellaneda, Lamas, Estrada et Estévez Seguí, penchaient pour sauvegarder l’obélisque. À l’inverse, Mitre p.ex. estimait que « si ce monument existait dans sa primitive et austère simplicité, il ne serait pas douteux qu’il faille le conserver (...mais...) il a été altéré d’une telle sorte, dans ses lignes générales et dans ses proportions ainsi que dans son rustique style architectural, que, (... ayant ainsi été rejeté) hors de la tradition historique qui lui a donné sa signification (...), il peut et doit être démoli comme tel, car constituant une falsification. » Il ne considérait comme digne d’être respecté et conservé que le seul soubassement.
Sarmiento répudiait les profanations pratiquées sur la pyramide originelle. Le Dr. Nicolás Avellaneda était d’avis qu’on devait la rétablir dans sa forme primitive, en la dépouillant des ornementations ajoutées plus tard, mais sans cependant la détruire.
Pour Andrés Lamas au contraire, le monument devait être préservé, pour un certain nombre de raisons :

1) il représente le point de départ de notre propre vie, à partir duquel s’est écrite une histoire exclusivement argentine et à partir duquel la Plaza de la Victoria s’est muée en forum du peuple ;

2) le peuple le relie aux premières victoires patriotiques, et c’est au pied de ce monument que se célèbrent toutes les fêtes commémoratives importantes, ce qui le hisse au statut d’autel de la liberté ;

3) il incarne la vérité de son temps, et s’il est pauvre, c’est parce que les patriotes étaient pauvres mais libres ;

4) pour pouvoir le démolir, il est nécessaire d’adopter une loi nationale qui le permette, attendu que la municipalité n’a pas compétence sur lui.
Les opinions et protestations journalistiques furent telles que le Comité de délibération et Alvear jugèrent préférable de ne plus prendre aucune initiative en la matière. Pourtant, le 25 octobre 1883, le Congrès de la nation décida d’éliminer le « triste monument » et d’installer à sa place « une magnifique fontaine de bronze », mais l’initiative n’aboutit pas.

### Déplacement

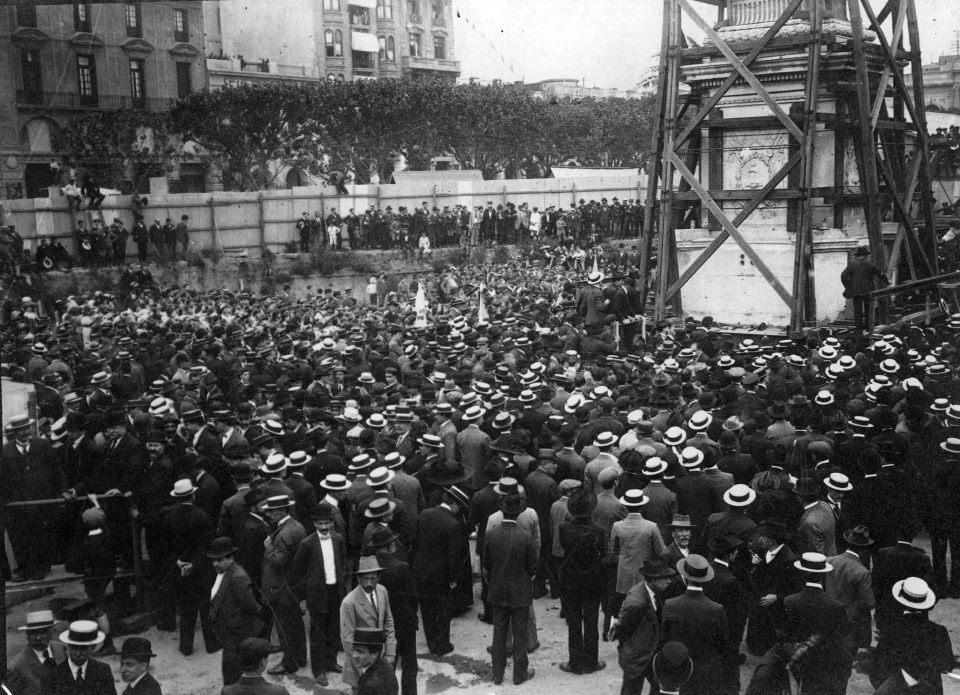
Déplacement de la Pyramide

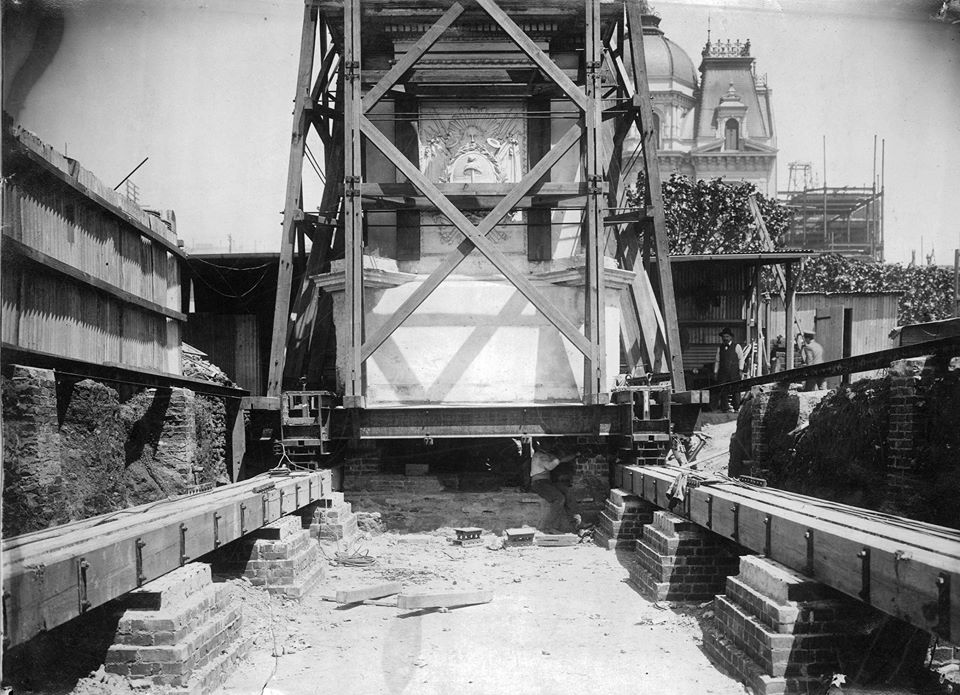
Déplacement de la Pyramide

En 1906, pour le centenaire de la révolution de Mai, on conçut le dessein d’édifier un grandiose « Monument à la révolution de 1810 », avec l’idée, une fois encore, que ce nouveau monument renfermât dans son intérieur l’ancienne Pyramide. Un concours international fut lancé et gagné par deux Italiens. L’emplacement du monument devait être le centre de la place de Mai, ce pour quoi il était donc nécessaire de déplacer la Pyramide. Cette opération eut lieu en 1912, sous la direction d’Anselmo Borrel. Préalablement, le Comité historique et numismatique (Junta Histórica y Numismática, prédécesseur de l’Académie nationale d’histoire) avait réalisé une analyse, qui confirma que la pyramide d’origine se trouvait bien sous les additions effectuées en 1857.
D’abord, comme indiqué ci-haut, les statues de marbre qui entouraient la pyramide lui furent enlevées pour de bon. Ensuite, on l’enroba d’une armature de bois pour la protéger pendant la manœuvre. L’on disposa deux rails, distants l’un de l’autre de 4 m, supportés par des piliers de maçonnerie et aptes à soutenir le poids de 225 tonnes. Après qu’eut été glissée sous la Pyramide une plateforme de béton appuyée sur de solides roues, l’opération de traction put s’effectuer, par le moyen de treuils. Le monument parcourut ainsi, pas à pas, du 12 au 20 novembre 1912, une distance de 63,17 m. La manœuvre terminée, l’on disposa sous la pyramide une urne de métal avec une légende rappelant son transfert.
Toutefois, le dessein de l’enfermer dans un autre monument plus vaste resta lettre morte, en partie par suite du déclenchement de la Première Guerre mondiale, et en partie à cause des protestations de ceux défavorables au déplacement de la Pyramide. Ainsi, en 1915, une fois exaucé le vœu des journaux de voir remises à leur ancienne place les plaques d’hommage auparavant enlevées, tout retourna donc à l’état antérieur, abstraction faite du déplacement et de ce que, outre les statues, l’on avait également retiré le grillage, remplacé par une fosse peu profonde couverte de gazon,.
Ensuite ressurgit derechef l’idée de reconstituer le monument à son état historique, en lui faisant retrouver, dans la mesure du possible, son ancienne silhouette. On construisit des marches et on replaça la grille qui l’entourait, tout en faisant enlever l’armature de stuc et les figures inopportunes. Mais dans les résolutions postérieures, les rénovations se limitaient à ramener la Pyramide au niveau du sol, à renouveler sa peinture et à remplacer les écussons par celui de 1813, en plus de lui restituer son grillage originaire.
Le 25 mai 1941, la Commission des monuments historiques dévoila, près de la base de la Pyramide, du côté ouest, une plaque soulignant le caractère éminent du monument, lequel fut ensuite déclaré monument historique par décret du Pouvoir exécutif national no 120.412 du 21 mai 1942.
Le 25 mai 1960, les autorités de l’Uruguay offrirent à l’Argentine une plaque, qui fut apposée sur la face est et qui proclamait :

« Hommage du gouvernement et peuple Oriental à la grande nation argentine à l’occasion du 150e anniversaire de la révolution de Mai, date glorieuse qui fut l’amorce du processus d’émancipation des peuples libres du Río de la Plata. »

Le jardinet qui l’entoure contient de la terre en provenance de chacune des provinces d’Argentine.

### La Pyramide et les disparus de la dictature militaire

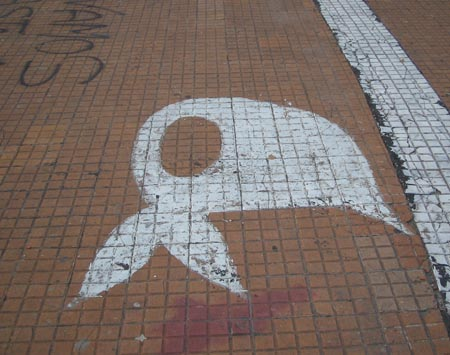
Fichu blanc peint sur le sol à proximité de la Pyramide.

Sous la dictature militaire autonommée « Processus de réorganisation nationale » (1976-1983), les Mères de la place de Mai et les Grands-mères de la place de Mai décidèrent de faire chaque jeudi une marche autour de la Pyramide, en ayant la chevelure couverte d’un fichu blanc, en signe de protestation contre la détention-disparition de membres de leurs familles, parmi lesquels quelque 500 bébés.
Le 10 mars 2005, la Législature de la ville autonome de Buenos Aires adopta la loi 1653, qui déclara « site historique » la zone entourant la pyramide de Mai. Dans cet espace se trouvent actuellement peints, de manière stylisée, selon une disposition radiale formant un cercle, les emblématiques fichus que les mères de personnes disparues durant la dictature militaire avaient coutume de porter sur la tête en guise d’identification .
Le 8 décembre de la même année, à la requête de ses enfants, les cendres d’Azucena Villaflor furent déposées auprès de la Pyramide, sur le lieu même où elle avait commencé à organiser la lutte des mères de la place de Mai.

### Restauration en vue du bicentenaire de l’Argentine

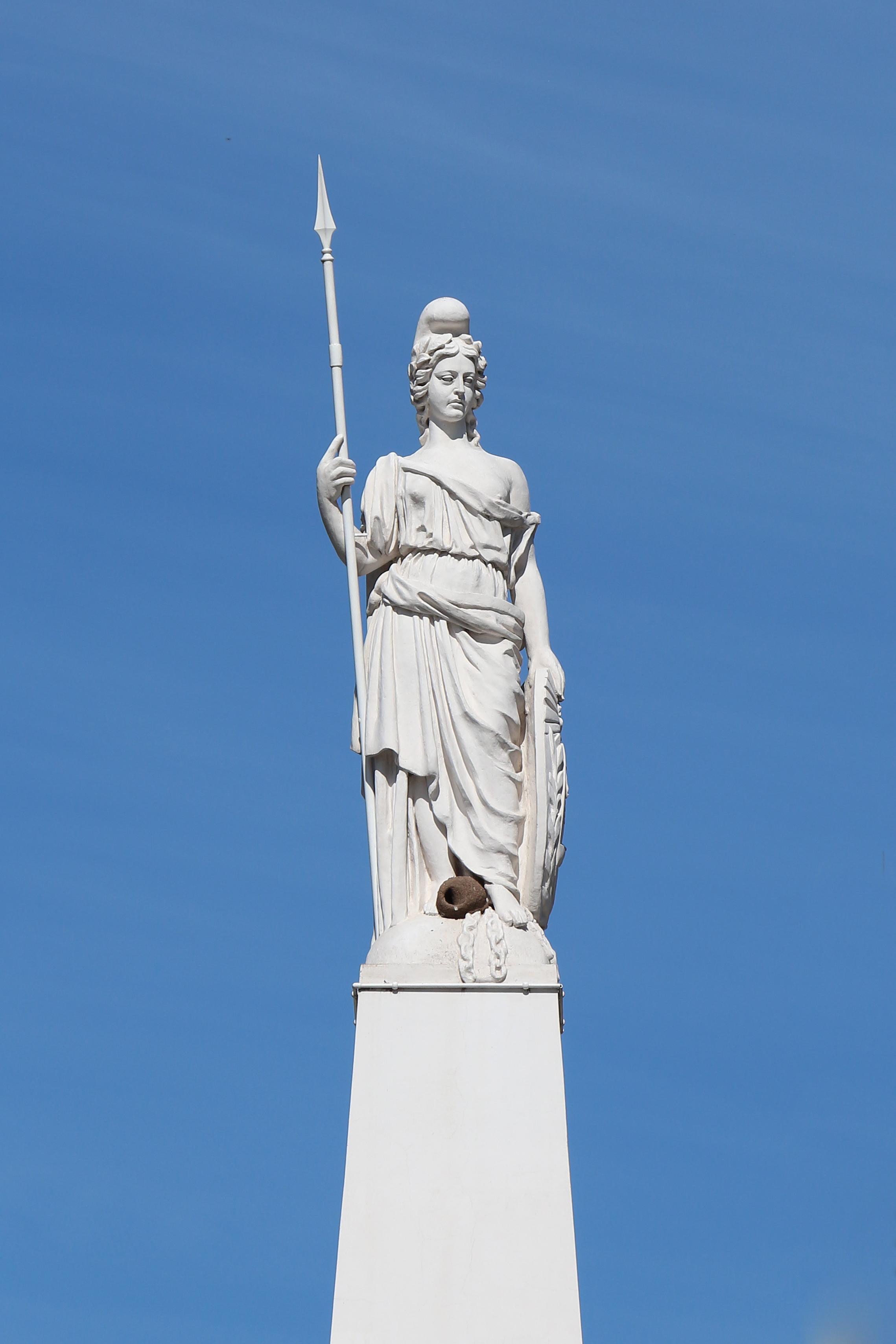
Statue au sommet de la pyramide

En mai 2010, grâce à une initiative privée émanant d’un studio de restauration nommé Uffizi, un groupe de huit personnes dirigées par José Mastrángelo restaura la Pyramide afin de la mettre en consonance avec les grandes festivités du bicentenaire de la révolution de Mai. Le studio assura le financement tant des matériaux que de la main-d’œuvre. Le monument fut alors soumis à des opérations d’inspection, par sondages exploratoires ; l’on procéda au comblement du corps principal et à un reprofilage des arêtes corrodées par le temps, et le monument fut revêtu à neuf au moyen d’une peinture au latex.

## Plaque commémorative sur la face ouest

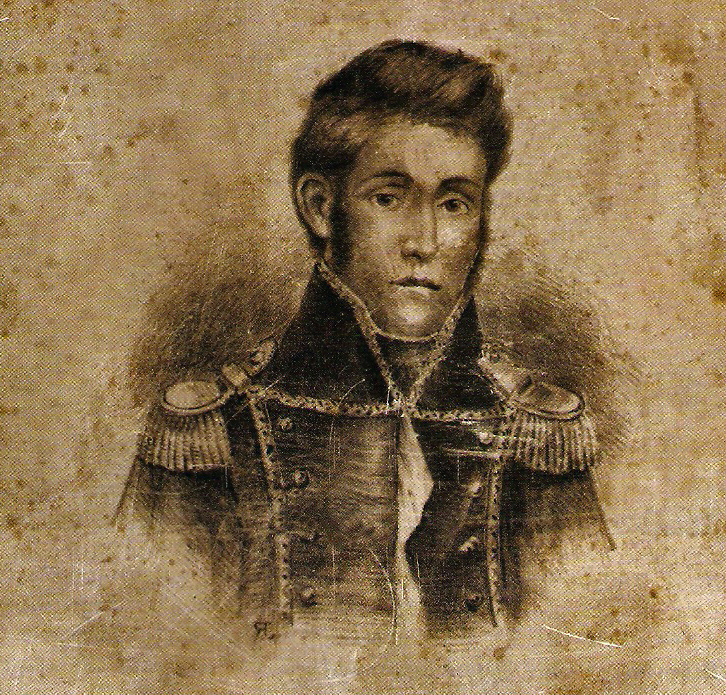
Felipe Pereyra de Lucena.

Sur le flanc ouest de la pyramide se trouve apposée une plaque singulière, de bronze, de 85 cm de long sur 57 cm de haut, dont tout le contenu consiste en ces deux seules mentions : Felipe Pereyra de Lucena et Manuel Artigas. Ces deux noms, aujourd’hui assurément inconnus pour la majorité des passants, furent inscrits sur la Pyramide en 1891, sous la présidence du Dr. Carlos Pellegrini, à l’initiative d’une commission de personnes prêtes à en assumer les coûts, et en exécution de ce qui avait été en son temps décidé par la Grande Junte le 31 juillet 1811, savoir : inscrire sur la Pyramide les noms de ces deux hommes, qui furent les deux premiers officiers à perdre la vie sur les champs de bataille en combattant pour l’indépendance de l’Argentine ― ce sont :
- Manuel Artigas, né à Montevideo en 1774, cousin du caudillo oriental José Gervasio Artigas, faisait partie lors de la révolution de Mai du groupe révolutionnaire auquel appartenaient également Domingo French et Antonio Luis Beruti et participa comme capitaine à la marche sur le Paraguay. Élevé au grade de commandant, il combattit en héros à la bataille de Campichuelo et, blessé le 25 avril 1811 à San José, succomba à ses blessures le 24 mai 1811, à l’âge de 33 ans[1].

- Felipe Pereyra de Lucena, né en 1789, prit part en tant que cadet à la résistance aux invasions britanniques. Durant la révolution de Mai, porteur déjà du grade de lieutenant, il s’engagea dans la première campagne auxiliaire  du Haut-Pérou, obtenant en juin 1811 sa promotion au grade de capitaine. Blessé sur le territoire de l’actuelle Bolivie, il fut transporté dans la localité de Jesús de Machaca, où il décéda le 20 juin 1811, à âgé de 22 ans[1].

La nouvelle de ces deux pertes fit impression et le comité de gouvernement disposa que leurs noms fussent gravés dans une lame de bronze. Toutefois, la plaque n’ayant pu être financée, la décision ne fut pas mise à exécution, en dépit des instances du père du capitaine Pereyra de Lucena en 1812. Des membres de la famille du capitaine insistèrent une nouvelle fois en 1856, mais l’affaire resta en suspens. Ce n’est qu’en 1891 que finalement, à l’instigation d’un groupe de personnes, les fonds nécessaires purent être réunis par voie de souscription populaire, et la plaque apposée le 24 mai de cette même année .

## Répliques

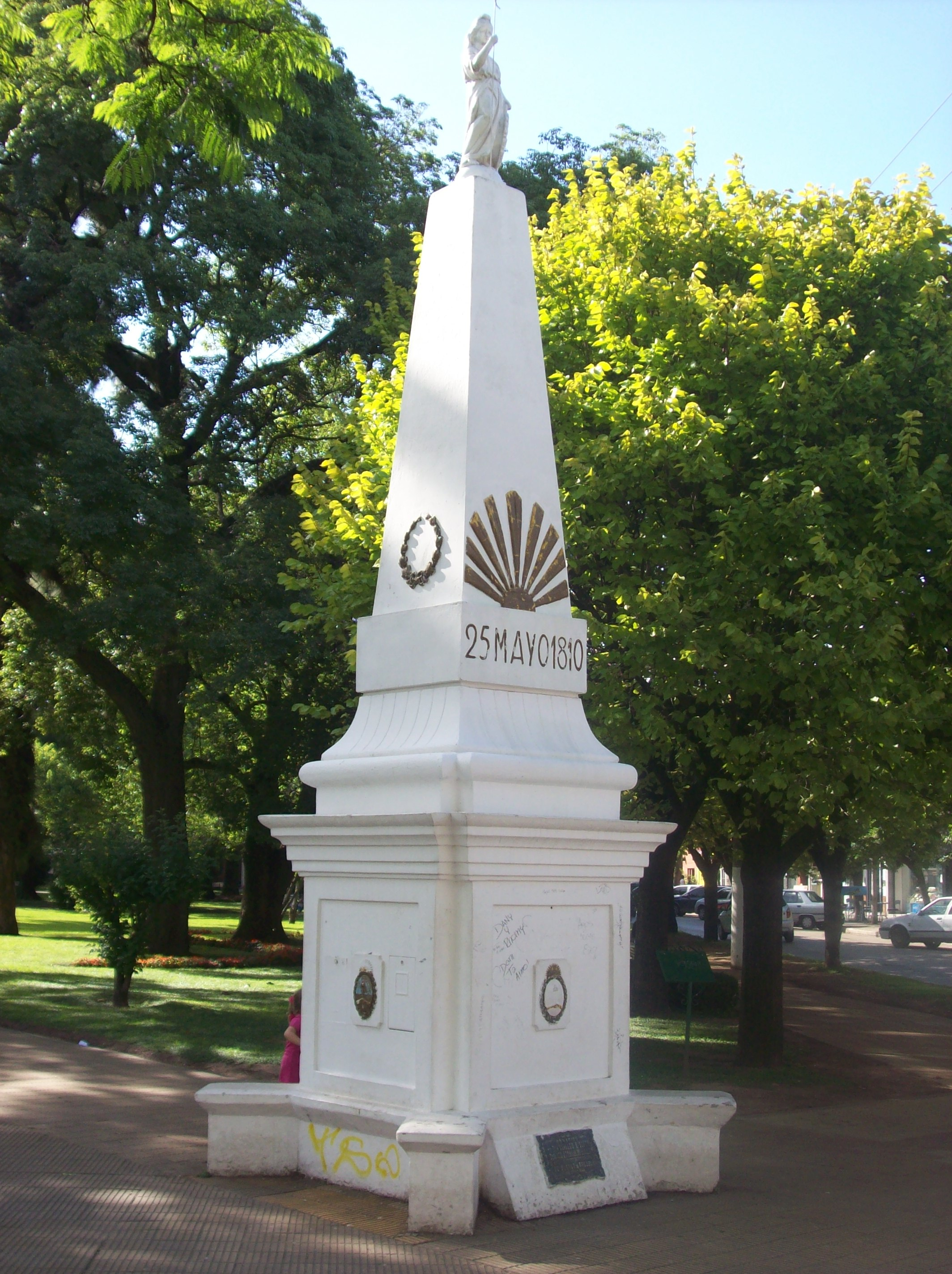
Réplique de la Pyramide à Belén de Escobar.

Dans la ville de La Punta (province de San Luis) ont été construites des répliques de la pyramide de Mai et du cabildo de Buenos Aires, selon les plans originaux.
Le 25 mai 1960, à la faveur de la célébration du 150e anniversaire du premier cri de liberté de la nation argentine, une réplique de la pyramide de Mai fut inaugurée dans la ville de Campana (province de Buenos Aires), sur la place Eduardo Costa, face à l’hôtel de ville. Le monument fut réalisé sur sollicitation de l’adjoint au maire Calixto B. Dellepiane et offert par un donateur privé, après approbation par la municipalité.
En outre, à l’une des extrémités de la place San Martín dans la ville de Belén de Escobar, également dans la province de Buenos Aires, se dresse une autre réplique de la pyramide de Mai, bâtie en acier et en béton.
Une autre réplique encore a été créée dans la ville uruguayenne de San José de Mayo, où le capitaine Manuel Artigas, l’une des deux personnalités honorées sur la plaque de bronze sur la face ouest de la Pyramide originale, mourut le 25 avril 1811 des suites des blessures contractées lors de la bataille survenue dans cette localité,.
Enfin, la ville italienne de Potenza Picena héberge elle aussi une réplique de la Pyramide, cadeau offert par des immigrants italiens qui après plusieurs années passées en Argentine s’en étaient retournés dans leur pays d’origine.

## Sources consultées
- María del Cármen Magaz, Escultura y Poder, Serie Arte d’Acervo Editora Argentina, 2007
- Revue Buenos Aires nos cuenta nº 15 (1991). Revue dirigée par Elisa Casella de Calderón.
- Carlos Vigil, Los Monumentos y lugares históricos de la Argentina, Atlántida, 1968